# Semiothisa fusca
Semiothisa fusca är en fjärilsart som beskrevs av Barend J. Lempke 1952. Semiothisa fusca ingår i släktet Semiothisa och familjen mätare. Inga underarter finns listade i Catalogue of Life.